# Colloque Walter Lippmann
Das Colloque Walter Lippmann (frz. für Kolloquium, Gespräch) war ein Treffen von Intellektuellen und Akademikern, das vom 26. bis 30. August 1938 in Paris stattfand. Namensgebend war der US-amerikanische Publizist Walter Lippmann (1889–1974), der mit seinem kurz zuvor erschienenen Werk The Good Society als Stichwortgeber der Diskussion diente. Lippmann befand sich auf Europareise und war auf Einladung des französischen Philosophen Louis Rougier bei dem Zusammentreffen im Institut International de Coopération Intellectuelle in der Rue Montpensier im 1. Arrondissement.
Neben Lippmann und Rougier waren zahlreiche Vertreter liberaler Strömungen aus Europa und den USA anwesend, die sich angesichts wirtschaftlicher und politischer Krisen in der Zwischenkriegszeit um den Zustand und den Fortbestand des Liberalismus als Leitidee und gesellschaftliches System sorgten. Gemeinsam rangen die Anwesenden um Antworten auf Fragen wie Arbeitslosigkeit, den Aufstieg totalitärer Systeme (etwa in Deutschland oder der Sowjetunion) und die angemessene Rolle sowie die Möglichkeiten des Staates und der Märkte in der Gestaltung des öffentlichen Lebens.
Dabei waren sich die Teilnehmer des Treffens in vielen Punkten uneins, nicht zuletzt in der Bezeichnung, die ihr erneuertes liberales Programm tragen sollte. Als Kompromiss wurde schließlich die Bezeichnung Neoliberalismus gewählt, womit die Aufzeichnungen aus dem Colloque Walter Lippmann eine der frühesten Verwendungen dieses Begriffs dokumentieren. Der Wirtschaftswissenschaftler Röpke bezeichnete die Festlegung auf den Neoliberalismus-Begriff als „das am wenigsten glückliche Ergebnis der Konferenz“.
15 Teilnehmer des Kolloquiums gründeten 1947 mit anderen die Mont Pèlerin Society (MPS), um zukünftige Generationen von wirtschaftsliberalen Ideen zu überzeugen. Die MPS fungiert heute als zentraler Knotenpunkt neoliberaler Netzwerke.

## Geschichte

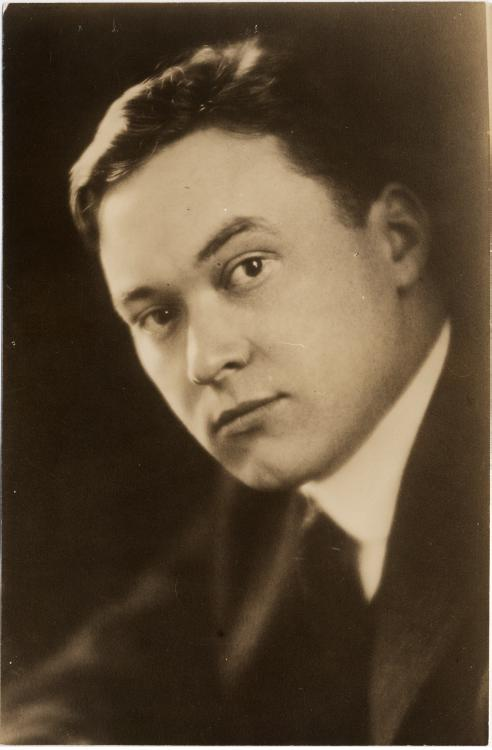
Walter Lippmann (1914)

Auf dem Colloque wurden die Thesen des amerikanischen Publizisten Walter Lippmann über den Niedergang des Liberalismus und die Chancen einer erneuerten liberalen Ordnung, die sich vom Laissez-faire-Liberalismus unterscheiden sollte, diskutiert. Dieser hatte in seinem 1937 erschienenen Buch „The Good Society“ scharfe Kritik an Sozialismus, Nationalsozialismus und Faschismus als „kollektivistischen“ Ideologien geübt. Den als New Deal bezeichneten Wirtschafts- und Sozialreformen in den Vereinigten Staaten stand er ambivalent gegenüber. Die Zusammenkunft sollte in Abgrenzung zum Manchester-Liberalismus des 19. Jahrhunderts liberalem Gedankengut neue Geltung verschaffen. Rougiers Einladung folgten neben Lippmann 24 weitere Denker, Wirtschaftswissenschaftler und Industrielle.
Das ausschließliche „Laissez-faire“ des Manchester-Kapitalismus wurde in diesen Gesprächen als eine der Ursachen der bestehenden Wirtschaftskrise gesehen, so dass für die neuen Inhalte auch ein neuer Name stehen sollte. Dabei setzte sich Alexander Rüstows Begriffsschöpfung des Neoliberalismus gegen Alternativen wie Neo-Kapitalismus, sozialer Liberalismus oder sogar libéralisme de gauche (franz. Linker Liberalismus) durch. Allerdings haben nicht alle den Begriff Neoliberalismus selbst übernommen, Wilhelm Röpke bezeichnete die Festlegung auf den Neoliberalismus-Begriff als „das am wenigsten glückliche Ergebnis der Konferenz“, Walter Eucken lehnte ihn grundsätzlich ab.
Beim Colloque Walter Lippmann zeigte sich (nach der vielfach rezipierten Forschung von Katrin Meier-Rust) bereits die Unvereinbarkeit der „Altliberalen“ Ludwig von Mises und Friedrich August von Hayek mit „den Neoliberalen“ Walter Eucken, Wilhelm Röpke und Alexander Rüstow in unmissverständlicher Klarheit. Rüstow bedauerte im Nachhinein, „daß durch die kompromißliche Schlußresolution der Schein der Einheit mühsam aufrechterhalten wurde, wo in Wirklichkeit der schärfste und fruchtbarste subkonträre Gegensatz vorlag“. Wilhelm Röpke und Alexander Rüstow bezeichneten die Konzeptionen der Mitteilnehmer des Colloque Walter Lippmann von Mises und von Hayek als Alt- bzw. Paläoliberalismus, um diese vom Neoliberalismus (in ihrem Sinne) abzugrenzen.

## Teilnehmer

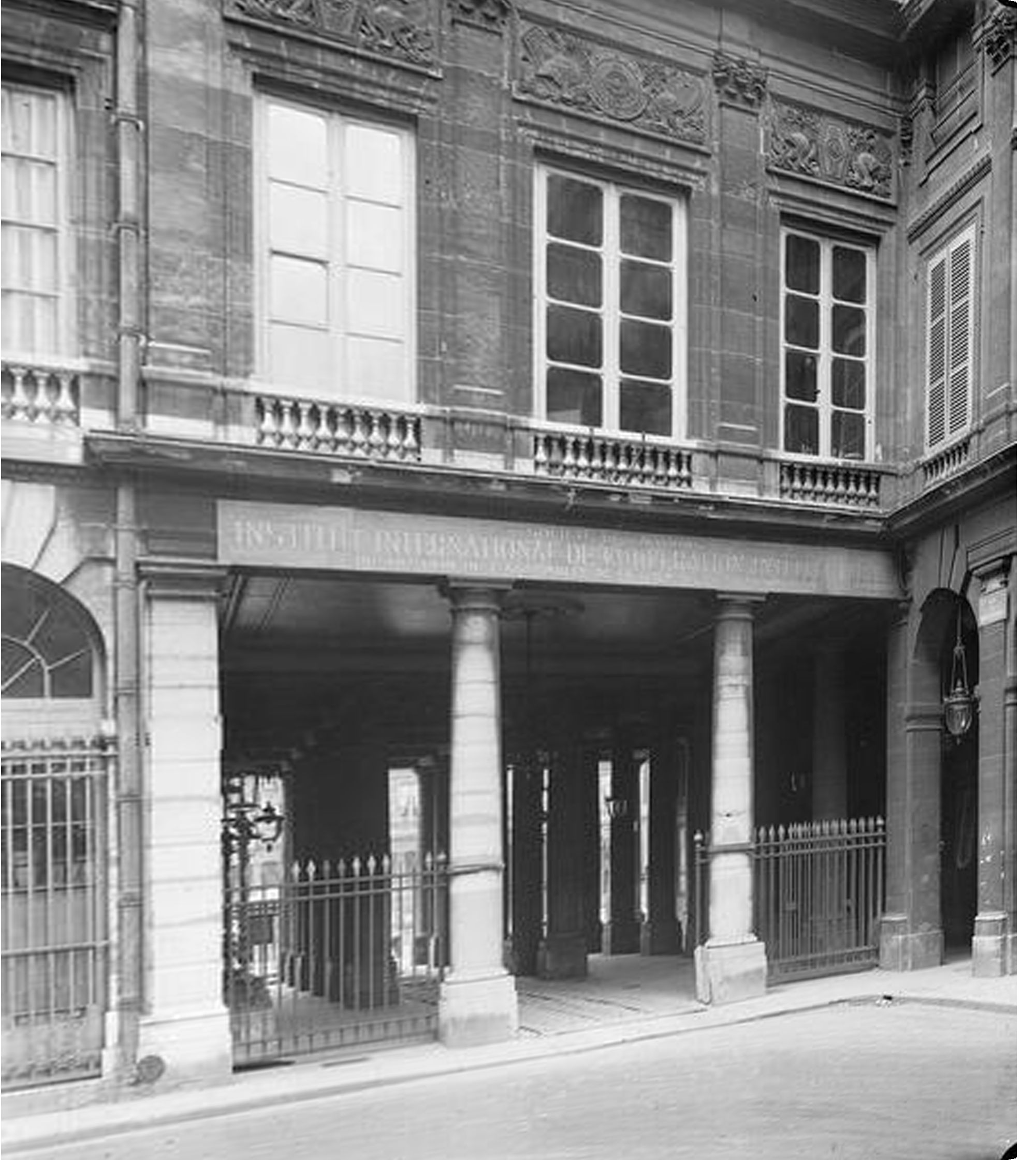
Eingang des Institut International de Coopération Intellectuelle in der Rue Montpensier

- aus Frankreich: Raymond Aron, Roger Auboin, Louis Baudin, Marcel Bourgeois, Auguste Detœuf, Bernard Lavergne, Étienne Mantoux, Robert Marjolin, Louis Marlio, Ernest Mercier, André Piatier, Jacques Rueff und Louis Rougier
- aus Österreich: Friedrich August von Hayek, Ludwig von Mises, Stefan Thomas Possony und Alfred Schütz
- aus dem angelsächsischen Raum: John Bell Condliffe, Michael Polanyi, Walter Lippmann und Bruce Hopper
- aus Deutschland resp. der Türkei: Alexander Rüstow und Wilhelm Röpke (beide ab 1933 im türkischen Exil)
- aus Belgien: Marcel van Zeeland
- aus Polen: Michael Heilperin
- aus Spanien: Jose Castillejo